# Mark Bowen
Mark Bowen, född 7 december 1963, är en walesisk tidigare fotbollsspelare. Han är numera huvudtränare för AFC Wimbledon.
Mark Bowen spelade 41 landskamper för det walesiska landslaget.